# Reproductive Health Bill
La Reproductive Health Bill est une loi votée entre le 19 et le 21 décembre 2012, aux Philippines. Elles garantit l'accès à la contraception, à l'avortement, au planning familial, à l'éducation sexuelle aux Philippines.